# Тишино (Великоустюгский район)
Тишино — упразднённая в 2020 году деревня в Великоустюгском районе Вологодской области.
Входила на момент упразднения в состав Марденгского сельского поселения, с точки зрения административно-территориального деления — в Нижнеерогодский сельсовет.
Расстояние по автодороге до районного центра Великого Устюга — 45 км, до центра муниципального образования Лодейки — 6 км. Ближайшие населённые пункты — Большое Вострое, Березово, Давыдовское.
По данным переписи в 2002 году постоянного населения не было.